# Cim de Pla Baguet
El Cim de Pla Baguet és una muntanya de 2.036 metres que es troba al municipi de Castellar de n'Hug, a la comarca catalana del Berguedà.